# Sobie król
Sobie król – polska nowela filmowa z 1973 roku w reż. Janusza Łęskiego. 
Film kręcony m.in. na stacji kolejowej Warszawa Śródmieście.

## Opis fabuły
Olek to zdolny mechanik samochodowy, który w wolnych chwilach nie stroni od zawierania przelotnych znajomości z młodymi kobietami. Pewnego dnia na dworcu kolejowym poznaje Jolę – prostą dziewczynę ze wsi, która daje mu swój numer telefonu. Dobry samochód, który akurat zostaje mu pozostawiony do naprawy, staje się dla niego doskonałą okazją do wyjazdu do Joli. Po drodze Olek zabiera „na łebka” Adama. Podwozi go do jego dziewczyny Hanki. Na miejscu okazuje się, że Adam jest skonfliktowany z rodziną Hanki, która oskarża go o zabicie jej brata Staśka. Był to ukochany syn i następca na gospodarce. Zginął w wypadku podczas jazdy motocyklem, który prowadził Adam. Teraz rodzina Hanki oskarża Adama o umyślne zabójstwo. Hanka, pomimo wrogości swojej rodziny do Adama, wciąż jednak jest mu przychylna. W krytycznym momencie spotkania Adama z rodziną Hanki, kiedy dochodzi do rękoczynów, Olek pomaga Adamowi i Hance w ucieczce. Ponieważ młodzi nie mają się gdzie podziać, zawozi ich do Joli. Spotkanie z nią nie daje Olkowi nic poza napisem szminką pozostawionym na  szybie samochodu: „Wybacz, zapomnij”. Olek powraca do Warszawy.   

## Obsada aktorska
- Jerzy Braszka – Olek
- Jadwiga Jankowska-Cieślak – Jola
- Marian Opania – Adam
- Grażyna Barszczewska – Hanka
- Bogdan Baer – mecenas
- Wacław Kowalski – kierowca ciężarówki z prosiakami
- Marian Łącz – współpracownik Olka
- Adam Perzyk –  współpracownik Olka
- Maciej Damięcki – kolarz
- Bolesław Płotnicki – szef Olka
- Mieczysław Kalenik – reporter radiowy
- Tomasz Lengren – człowiek na motocyklu
- Czesław Jaroszyński – brat Hanki

i inni.